# Mote pillo
Mote pillo o motepillo es una comida tradicional de la cocina ecuatoriana elaborado con mote, que es el maíz maduro cocinado, y huevo. Es un plato típico de las provincias de Azuay y Cañar.

## Historia
El mote pillo es uno de los platos fruto del mestizaje europeo-americano. Utiliza productos de ambos continentes. Es el plato emblemático de la provincia del Azuay junto con el mote sucio y el Mote pata.

## Preparación
En una sartén se coloca manteca de chancho, que es como se conoce al cerdo en Ecuador, mote y achiote. Sobre esa preparación se coloca los huevos y se mueve hasta formar una preparación uniforme. Se coloca cebolla verde picada, sal y pimienta. Algunos agregan un poco de leche y a veces queso.

### Uso
Aunque este plato forma parte del típico desayuno cuencano también es servido como plato fuerte o como guarnición en el almuerzo, sobre todo con carne asada de chancho.